# Paul Verhoeven (tysk regissör)
Paul Verhoeven, född 23 juni 1901 i Unna, död 22 mars 1975 i München, var en tysk filmregissör, skådespelare, manusförfattare och teaterdirektör, aktiv från 1930-talet fram till sin död 1975.
Verhoeven dog av en hjärtattack under ett scenframträdande 1975 när han framförde ett minnestal för den då nyligen bortgångna skådespelerskan Therese Giehse. Han är begravd på Munich Waldfriedhof tillsammans med sin fru.

## Filmregi, urval
- 1937 – Läderlappen
- 1938 – En förförare med otur
- 1942 – Den stora skuggan
- 1943 – Det gudomliga lättsinnet
- 1948 – Hans höghet roar sig (inspelad 1945)
- 1951 – Die Schuld des Dr. Homma
- 1952 – Även i de bästa familjer
- 1953 – Glöm inte kärleken
- 1955 – En sjuttonårings liv
- 1960 – Lockfågeln